# Philodryas aestiva
Espèce
Synonymes
- Dryophylax aestivus Duméril, Bibron & Duméril, 1854
- Philodryas campicola Jensen, 1900
- Philodryas subcarinatus Boulenger, 1902
- Pseudouromacer lugubris Werner, 1924
- Philodryas aestivus manegarzoni Peters & Orejas-miranda, 1959
- Philodryas aestivus Duméril, Bibron & Duméril, 1854
- Philodryas aestivus aestivus (Duméril, Bibron & Duméril, 1854)
- Philodryas aestivus subcarinatus Boulenger, 1902

Philodryas aestiva  est une espèce de serpents de la famille des Dipsadidae.

## Répartition
Cette espèce se rencontre :
- au Brésil dans les États du Rio Grande do Sul et de Bahia ;
- en Bolivie ;
- en Uruguay ;
- au Paraguay ;
- en Argentine dans les provinces de Misiones, de Corrientes, d'Entre Ríos, de Santa Fe, du Chaco, de Tucumán, de Córdoba, de Buenos Aires, de Formosa, de Salta et de Santiago del Estero.

## Liste des sous-espèces
Selon The Reptile Database (10 août 2013) :
- Philodryas aestiva aestiva (Duméril, Bibron & Duméril, 1854)
- Philodryas aestiva subcarinata Boulenger, 1902

## Publications originales
- Boulenger, 1902 : Descriptions of new fishes and reptiles discovered by Dr. F. Silvestri in South America. Annals and Magazine of Natural History, sér. 7, vol. 9, no 52, p. 284-288 (texte intégral).
- Duméril, Bibron & Duméril, 1854 : Erpétologie générale ou histoire naturelle complète des reptiles. Tome septième. Deuxième partie, p. 781-1536 (texte intégral).